# 我的太陽 (AKB48單曲)
《我的太阳》（日語：僕の太陽），是AKB48的第5张单曲。由DefSTAR Records Inc.于2007年8月8日发售。中心成員由前田敦子擔當。

## 概要
单曲分为通常盘与初回限定盘两种形态发售，但两种形态的差别仅在于封面样式，而收录内容完全相同。本作的两种形态均未搭配DVD发售，这是AKB48在与DefSTAR签约期间发售的单曲中唯一一次。
本作PV的导演由竹久正记担任。PV收录在次作《妳正在看着夕阳吗？》初回限定盘A所附带的DVD中。
电视广告的旁白是由小嶋陽菜进行的。
本作的选拔组成员在前作（BINGO!）中均被选入选拔组。本作选拔组名额减为14人（前作为18人），前作选拔组成员中奧真奈美、增田有华、柏木由紀与平嶋夏海落选。

## 媒體使用
我的太阳
- 东京电视台系动画《拯救德尔托拉》（デルトラクエスト）主题歌

未来的果实
- KBC“水与绿色的故事（日语：水と緑の物語）”主题歌

## 收录曲目
CD
1. 《我的太阳》（僕の太陽）[4:55]
作词：秋元康，作曲、编曲：井上義正（日语：井上ヨシマサ）
2. 《未来的果实》（未来の果実）[4:54]
作词：秋元康，作曲：冈田实音，编曲：高岛智明
3. 《我的太阳》（Instrumental）
4. 《未来的果实》（Instrumental）

## 選拔成員

### 我的太阳
（中央位置：前田敦子）
- Team A：板野友美、大島麻衣、小嶋陽菜、篠田麻里子、高橋南、中西里菜、前田敦子、峯岸南
- Team K：秋元才加、大島優子、小野惠令奈、河西智美、宮澤佐江
- Team B：渡邊麻友

### 未来的果实
- Team A：板野友美、大島麻衣、小嶋陽菜、篠田麻里子、高橋南、中西里菜、前田敦子、峯岸南
- Team K：秋元才加、梅田彩佳、大島優子、小野恵令奈、河西智美、増田有華、宮澤佐江
- Team B：渡辺麻友

## 备注
1. ↑  若包含独立制作时期单曲，出道以来的第7张单曲。